# (325) Heidelberga
(325) Heidelberga est un astéroïde de la ceinture principale découvert par Max Wolf le 4 mars 1892.